# 19810 Partridge
19810 Partridge è un asteroide della fascia principale. Scoperto nel 2000, presenta un'orbita caratterizzata da un semiasse maggiore pari a 3,0755761 UA e da un'eccentricità di 0,0205427, inclinata di 6,00833° rispetto all'eclittica.